# آنونی
آنونی (به فرانسوی: Annonay) یک کمون در فرانسه است که در Canton of Annonay-Nord واقع شده‌است.

## خصوصیات
آنونی ۲۱٫۲۰ کیلومترمربع مساحت و ۱۵٬۹۸۳ نفر جمعیت دارد و ۳۵۸ متر بالاتر از سطح دریا واقع شده‌است.

## خواهرخوانده
شهرهای دوبه، باکنانگ و چلمزفورد خواهرخوانده‌های آنونی هستند.